# Johannes C. G. Ottow
Johannes Carl Gottlob Ottow (* 4. September 1935 in Madiun, Java; † 20. August 2011) war ein deutsch-niederländischer Mikrobiologe, der vor allem auf den Gebieten der Bodenmikrobiologie und Bodenbiologie tätig war.

## Leben
Ottow begann sein Studium der Agrarwissenschaften an der Landwirtschaftlichen Hochschule in Wageningen (Niederlande) und wechselte dann an die Justus-Liebig-Universität Gießen, wo er das Studium im Jahre 1965 als Diplom-Agraringenieur abschloss. 1965 bis 1966 studierte er Bakteriologie und Biochemie an der Kansas State University in Manhattan, Kansas, USA mit dem Abschluss Master of Science. Er promovierte summa cum laude in Gießen 1969 bei Hans Glathe zum Doktor der Agrarwissenschaften und war im Anschluss bis 1974 als Assistent am Institut für Mikrobiologie der Technischen Hochschule Darmstadt tätig. Im Jahre 1974 wurde er auf die Professur für Bodenbiochemie an die Universität Hohenheim berufen. 1975 erfolgte die Habilitation für das Fach „Bodenbiochemie“. Im Jahre 1986 wurde er Professor für Bodenmikrobiologie in Gießen und somit als Nachfolger seines Doktorvaters Glathe, Direktor des Instituts für Angewandte Mikrobiologie. Von 1988 bis 1999 leitete Ottow dieses Institut bis zu seiner Emeritierung. Ottow war während seiner Zeit an der Universität Hohenheim von 1985 bis 1986 Dekan der Fakultät für Agrarwissenschaften und Landschaftsökologie und Mitglied des Großen Senats.

## Wirken
Ottow ist Autor bzw. Koautor von über 200 wissenschaftlichen Publikationen, darunter mehrere Monographien. Er arbeitete hauptsächlich auf den Gebieten der Mikrobiologie und Biochemie des Eisen- und Mangankreislaufs in Böden und Sedimenten sowie der Denitrifikation und Lachgasbildung in Böden. Des Weiteren beschäftigte er sich mit der Manganknollen-Bildung in der Tiefsee. Seit 1980 beschäftigte sich Ottow mit bodenkundlichen- und Bodenfruchtbarkeitsproblemen des Nassreisanbaus in den Tropen, überwiegend in Zusammenarbeit mit internationalen Reisforschungsinstituten wie dem International Rice Research Institute (IRRI), Philippinen und dem West Africa Rice Research Association (WARRA), Elfenbeinküste. Auf Einladung des Generaldirektors des IRRI verbrachte Ottow einen einjährigen Forschungsaufenthalt (1980/1981) auf den Philippinen.
Ottow war von 1986 bis 1990 Präsident der Kommission für Bodenbiologie der Internationalen Bodenkundlichen Union (ISSU). Im Jahre 1985 initiierte er Herausgabe der wissenschaftlichen Zeitschrift Biology and Fertility of Soils, deren Hauptredakteur er bis ins Jahr 2000 war.
Nach seiner Pensionierung im Jahre 2000 beschäftigte sich Ottow eingehend mit der Lebensgeschichte seines Urgroßvaters Carl Wilhelm Ottow (1827–1862), des ersten Missionars unter den Kannibalen Neuguineas (heute Papua-Neuguinea).

## Ehrungen
Ottow wurde 1999 vom Verband deutscher landwirtschaftlicher Untersuchungs- und Forschungsanstalten (VDLUFA) mit der Sprengel-Liebig-Medaille in Gold ausgezeichnet.  Außerdem ist die Bakteriengattung Ottowia die zu den Proteobacteria gehört, und die Ciliatenart Oxytricha ottowi nach ihm benannt worden.

## Schriften (Auswahl)
- Umweltbiotechnologie (Mitherausgeber) Gustav Fischer, Stuttgart 1997, ISBN 3-437-25230-5.
- Mikrobiologie von Böden: Biodiversität, Ökophysiologie und Metagenomik, Springer Verlag, Heidelberg New York 2011, ISBN 3-642-00823-2.
- Im Namen Gottes betreten wir dieses Land. Die ersten Missionare Carl Wilhelm Ottow und seine Frau Auguste unter den Kannibalen auf Neu Guinea (1855-1862). Lit-Verlag, 2004, ISBN 3-8258-7924-0. - mit Helga Ottow